# 尤氏沙鰍
尤氏沙鰍為輻鰭魚綱鯉形目沙鰍科的其中一種，為熱帶淡水魚，分布於亞洲緬甸Tenasserim河流域，最早於1993年首次被捕獲，直到2007年才正式命名，本魚體為褐色，具有5條深色橫紋，隨著年齡增長，橫紋逐漸成不規則狀，且顏色更深，背鰭軟條12枚；臀鰭軟條8-9枚，體長可達11.5公分，棲息在底中層水域，生活習性不明，可做為觀賞魚。

## 扩展阅读
維基物種上的相關：尤氏沙鰍